# (13304) 1998 RP47
A (13304) 1998 RP47 a Naprendszer kisbolygóövében található aszteroida. A LINEAR projekt keretében fedezték fel 1998. szeptember 14-én.